# Спомен-биста Милану Ракићу у Београду
Спомен-биста Милану Ракићу у Београду налази се на скверу испред Библиотеке града Београда и улаза у Калемегдан. Рад је вајара Томе Росандића.

## Откривање споменика
Споменик српском песнику откривен је 3. децембра 1939. године, на скверу спред тадашњег хотела „Српска круна“. Године 1938, по смрти песника, образовано је друштво за подизање споменика Милану Ракићу, које је за непуну годину дана прикупило добровољне прилоге, организовало извођење радова и откривање споменика. На свечан начин, споменик је предао др Александар Белић, председник Српске академије наука, на чување Општини београдској; поред њега присуствовали су многи представници политичког и културног живота земље и друге истакнуте личности.

## Карактеристике споменика
Познати скулптор Тома Росандић (Сплит, 1878 – Сплит, 1958) извајао је бронзану бисту, висине 115 цм. Биста је на постаменту са натписом „Милан Ракић“; укупна висина споменика је 230 цм.

## Милан Ракић
Милан Ракић (Београд, 30.9.1876 – Загреб, 30.6.1938) је био српски песник, дипломата и академик. Стекао је високо образовање, постао дипломата и тако пропутовао Европу. Најпознатије су му љубавне и родољубиве песме. Био је члан Српске краљевске академије. Њему у част установљена је песничка награда коју додељује Удружење књижевника Србије.